# The Voice TV
The Voice TV var en dansk musik-tv-kanal ejet af SBS Broadcasting, der bl.a. også står bag radioversionen af The Voice. The Voice TV sendte for første gang i Danmark den 16. august 2004 og sendte 24 timer i døgnet. Den 30. december 2012 lukkede The Voice TV og blev erstattet af SBS' nye ungdomskanal 7'eren.
Tv-kanalen findes også i lokale udgaver i Norge, Finland og Bulgarien. Tidligere fandtes også en udgave i Sverige, som er lukket den 30. september 2008.

## Programmer
The Voice TV stod blandt andet bag disse programmer:
- The Voice Exclusive (værter Nadia Nikolajeva og Lars Sandstrøm)
- New Voices (vært Nadia Nikolajeva)
- Quiz'en (vært Rico Corneliussen)
- Tracklisten (vært Lars Sandstrøm)
- Big Brother 2012 Directors cut

Af tidligere værter kan nævnes: Lina Rafn, Anne Rani, Maibritt Holsbøl, Nicola, Mascha Vang og Frederik Christian Sundsdal, Victor Moreno, Kevin Tandrup, Stine Kronborg Stine Ternstrøm, Michael Bernhard, Christina Bjørn, Mikkel Kryger, Pernille Fals Barth, Louise Scheutz Klixbull.